# Coccothrinax crinita
Coccothrinax crinita är en enhjärtbladig växtart som först beskrevs av August Heinrich Rudolf Grisebach, Hermann Wendland och Charles Henry Wright, och fick sitt nu gällande namn av Odoardo Beccari. Coccothrinax crinita ingår i släktet Coccothrinax och familjen Arecaceae.
Artens utbredningsområde är Kuba.

## Underarter
Arten delas in i följande underarter:
- C. c. brevicrinis
- C. c. crinita

## Bildgalleri

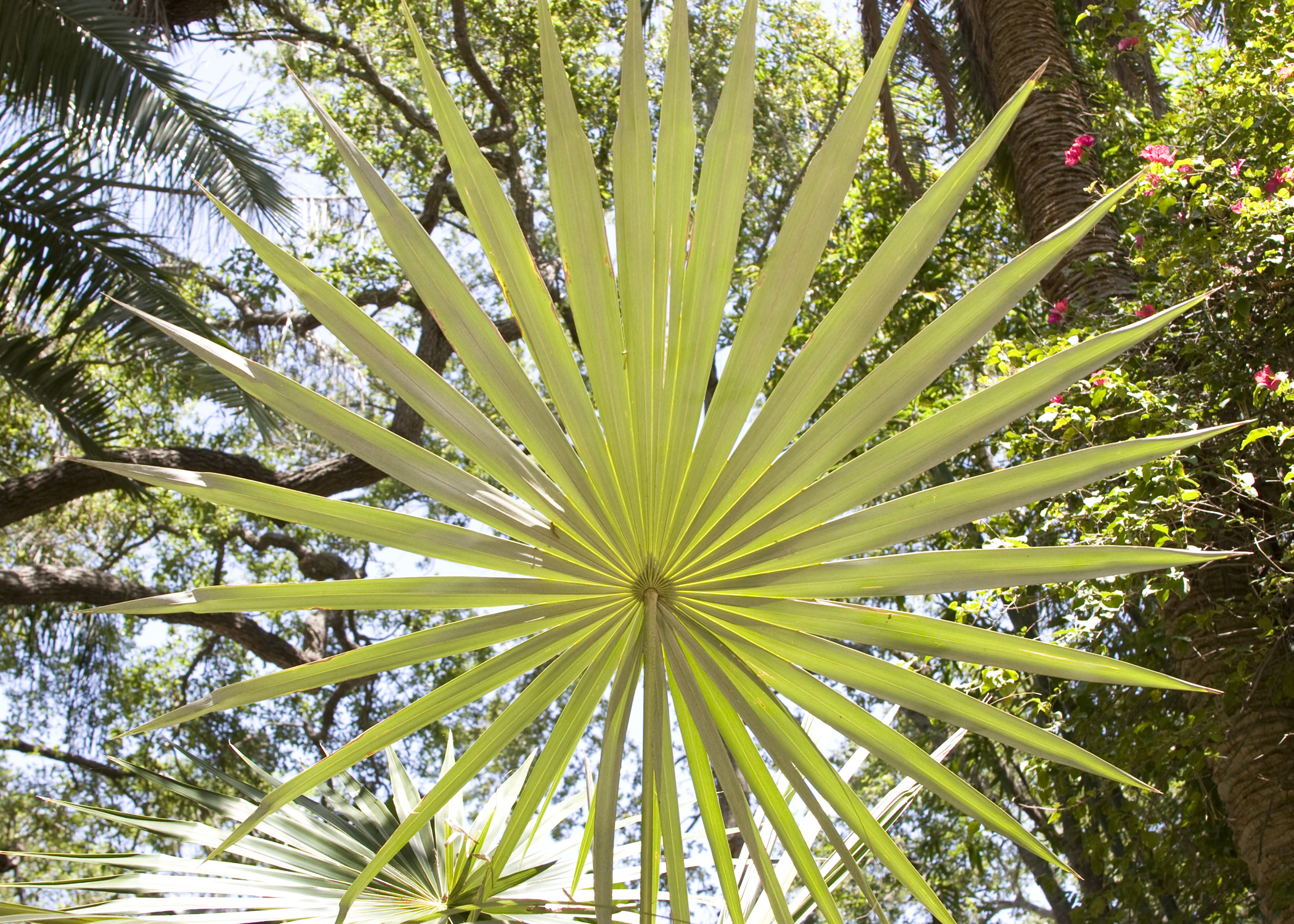
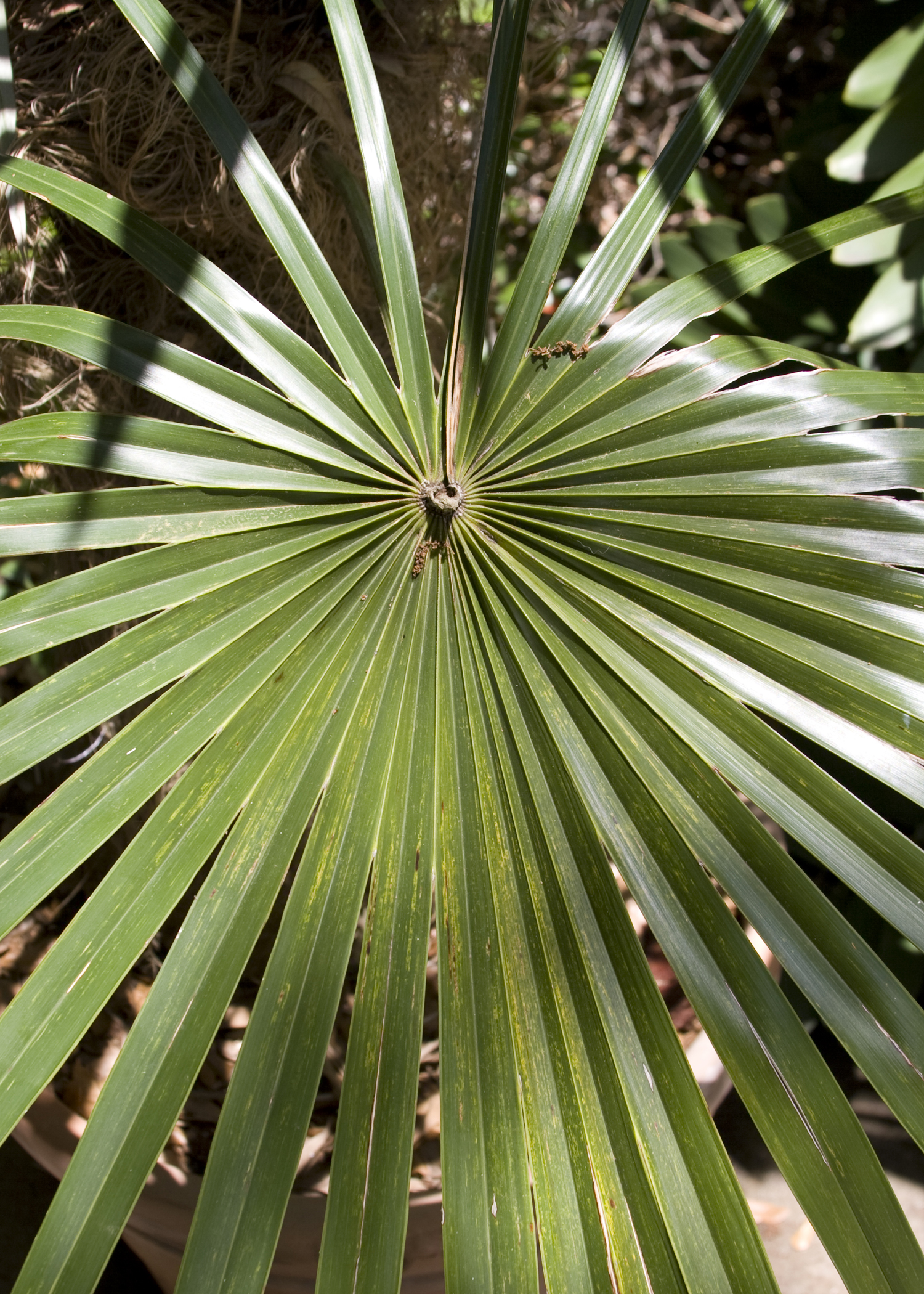
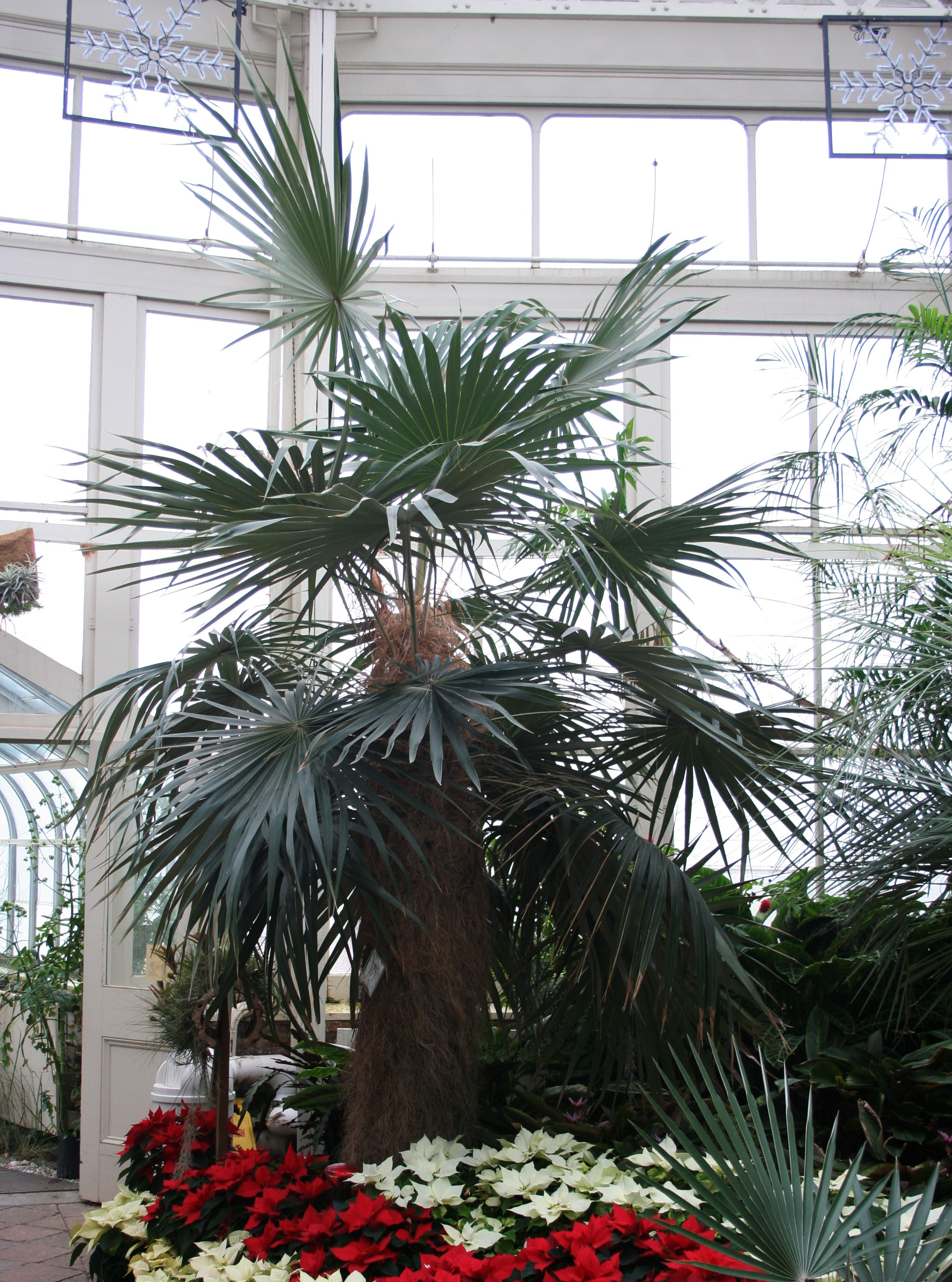
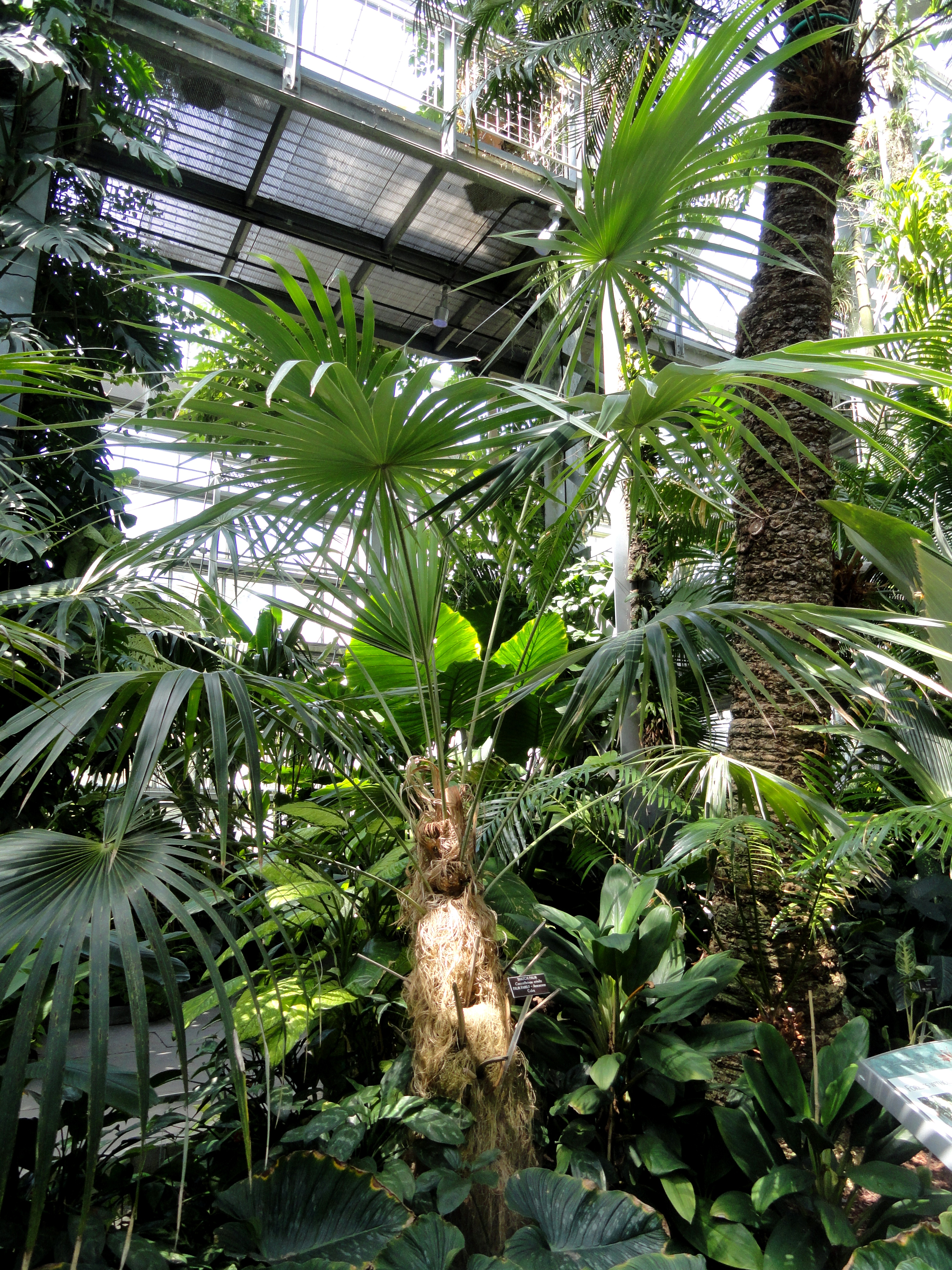
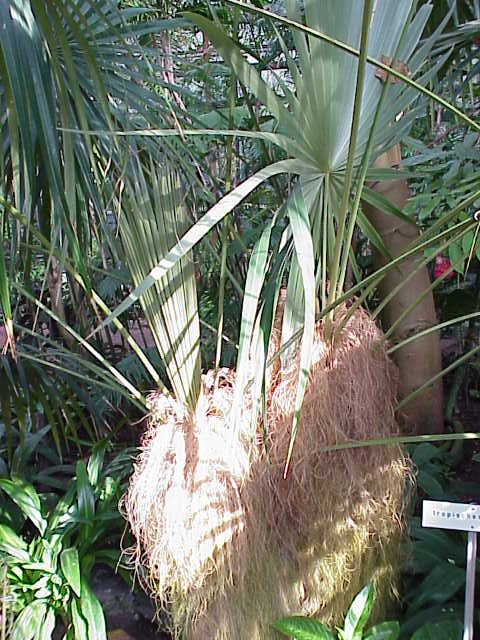
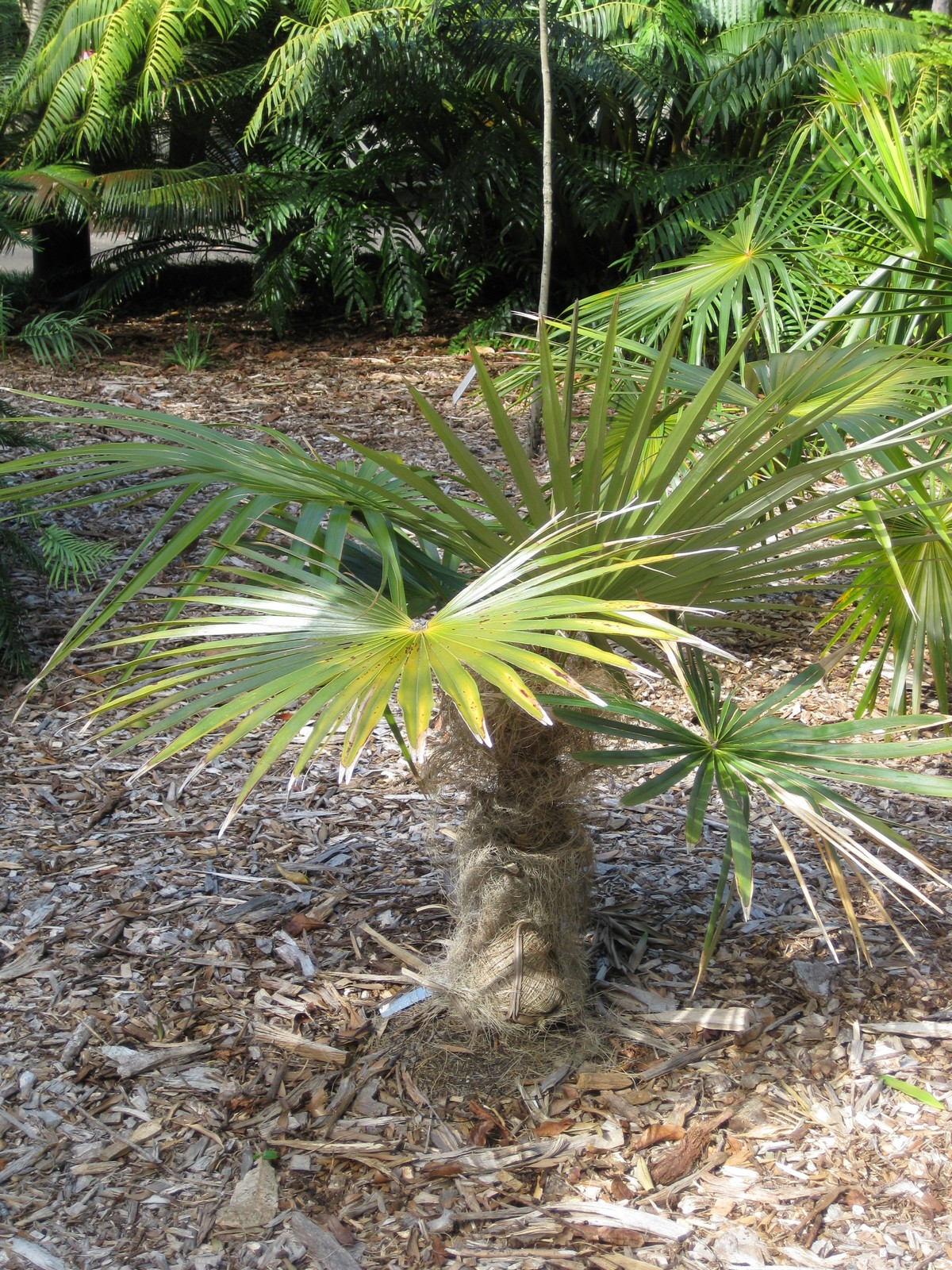